# Bractwo Najświętszego Sakramentu w Jankowicach Rybnickich
Bractwo Najświętszego Sakramentu - zrzeszenie pobożne wiernych istniejące od 1675 roku przy kościele pw Bożego Ciała w Jankowicach, mające na celu szerzenie kultu Eucharystii. Powstało staraniem hrabiego Ferdynanda Leopolda Oppersdorffa, właściciela państwa rybnickiego, w oparciu o istniejące na tym terenie szczególne nabożeństwo do Najświętszego Sakramentu. Źródła tego kultu oraz samego Bractwa należy szukać w podaniu o księdzu Walentym, który przed męczeńską śmiercią z rąk Husytów ukrył bursę z Hostią w dziupli dębu, a tym samym uchronił Najświętszy Sakrament przed profanacją. Bractwo zostało potwierdzone bullą papieża Klemensa X, podpisaną 7 stycznia 1675 roku. W tym dokumencie zostały podane warunki, pod którymi jego członkowie mogli zyskać odpusty. Bractwo miało charakter dewocyjny; niewiele można powiedzieć o jego działalności charytatywnej czy wychowawczej. Pierwszym przełożonym został hrabia Oppersdorff. W 1676 roku ufundował on księgę, do której byli wpisywani wstępujący do Bractwa. Większość z około 6 tysięcy wpisów pochodzi z przełomu XVII i XVIII wieku; po tym okresie następuje stopniowy upadek działalności. Ostatnie wpisy pochodzą z lat 30. XX wieku.